# Robert Somercote
Robert Somercote (zm. 16 września 1241 w Rzymie) – angielski kardynał.

## Życiorys
Pochodził z Somercotes w Lincolnshire. Studiował na uniwersytetach w Paryżu i w Bolonii, uzyskując tytuł mistrza teologii. Następnie został kapelanem króla Anglii Henryka III i uzyskał beneficja w Kent i Norfolk. W 1236 udał się do Rzymu do pracy w kurii papieskiej, gdzie pozostał już do końca życia. Tam został mianowany subdiakonem apostolskim (1236) i audytorem leteræ contradictæ (1238). W maju 1238 papież Grzegorz IX kreował go kardynałem diakonem Sant'Eustachio; sygnował bulle papieskie wydane między 25 czerwca 1238 a 29 maja 1240. Wobec sporu Grzegorza IX z cesarzem Fryderykiem II reprezentował postawę ugodową i opowiadał się za bardziej pojednawczą polityką wobec cesarza. Takie stanowisko reprezentował podczas papieskiej elekcji 1241. Jego śmierć w trakcie tej elekcji przypisywano otruciu ze strony senatora Matteo Rosso Orsini, najprawdopodobniej jednak była spowodowana wycieńczeniem organizmu wskutek upałów i fatalnych warunków higienicznych panujących w miejscu obrad. Pochowano go w kościele San Crisogono.